# Санта-Крус-де-Тенерифе (провінція)
Санта-Крус-де-Тенерифе (ісп. Santa Cruz de Tenerife) — острівна провінція Іспанії у складі автономного співтовариства Канарські острови. Адміністративний центр — Санта-Крус-де-Тенерифе, що знаходиться на острові Тенерифе. Санта-Крус-де-Тенерифе займає приблизно половину площі всіх Канарських островів. На іншій частині розташована провінція Лас-Пальмас. Провінція Санта-Крус-де-Тенерифе складається з островів Тенерифе, Пальма, Гомера та Ієрро.
Провінція утворена у 1927 році.
| Іспанія | Це незавершена стаття з географії Іспанії. Ви можете допомогти проєкту, виправивши або дописавши її. |